# منتخب عمان لكرة الصالات للسيدات
يمثل منتخب عمان لكرة الصالات للسيدات سلطنة عمان في مسابقات كرة الصالات النسائية الدولية، ويتم إدارته من قبل الاتحاد العماني لكرة القدم.

## تاريخ
شكل الاتحاد العماني لكرة القدم أول فريق وطني لكرة الصالات للسيدات في مايو 2022م. وجاء ذلك في أعقاب إطلاق دوري كرة الصالات للسيدات لموسم 2019-2020م. وقد تم الإعلان عن خطط إنشاء فريق وطني لكرة الصالات للسيدات في وقت مبكر من عام 2019م.
البطولة الأولى لهذا الفريق تمثلت في: بطولة غرب آسيا لكرة الصالات للسيدات لعام 2022م. 

## النتائج والمباريات
مفاتيح
  فوز
  تعادل
  خسارة

| بطولة اتحاد غرب آسيا لكرة الصالات للسيدات 2022، المجموعة ب 18 يونيو 2022 | عُمان         | 1–6    | الكويت                                              | جدة, المملكة العربية السعودية         |
| 20:30                                                                    | *المسلمي 10' | Report | *باشا 07', 15', 17' - الرفاعي 23', 32' - الصقبي 30' | الملعب: مدينة الملك عبد الله الرياضية |

| بطولة اتحاد غرب آسيا لكرة الصالات للسيدات 2022، المجموعة ب 20 يونيو 2022 | السعودية                               | 5–0   | عُمان | جدة, المملكة العربية السعودية         |
| 20:30                                                                    | *محمد 3' - مخيزن 5'، 6' - رضا 19'، 21' | تقرير |      | الملعب: مدينة الملك عبد الله الرياضية |

| بطولة اتحاد غرب آسيا لكرة الصالات للسيدات 2022، المجموعة ب 22 يونيو 2022 | عُمان              | 1–6    | فلسطين                                                                                                   | جدة, المملكة العربية السعودية         |
| 15:30                                                                    | *الاسماعيلي 32:40 | Report | *سيلينثاليا خوري 14:39 - شاتارا 27:26 - سوهجيان 32:04 - الشيخ 37:07 - سروي 38:15 - الينالريتا خوري 39:50 | الملعب: مدينة الملك عبد الله الرياضية |

## اللاعبات

### الفريق الحالي
تم استدعاء اللاعبات الـ 14 التالية للمشاركة في بطولة غرب آسيا لكرة الصالات للسيدات 2022م في الفترة من 16 إلى 22 يونيو 2022م.
| رقم | المركز | اللاعب              | تاريخ الميلاد (العمر) | النادي |
| --- | ------ | ------------------- | --------------------- | ------ |
| 1   | GK     | حسناء يوسف(الكابتن) |                       |        |
| 2   | FP     | مروة العجمي         |                       |        |
| 3   | FP     | صفيرة الغافري       |                       |        |
| 4   | FP     | هبة العاصمي         |                       |        |
| 5   | FP     | لقاء الحسني         |                       |        |
| 6   | FP     | مآثر الحارثي        |                       |        |
| 7   | FP     | حنان الاسماعيلي     |                       |        |
| 8   | FP     | نيرة الأميري        |                       |        |
| 9   | FP     | ليناة المسلمي       |                       |        |
| 10  | FP     | ثراء الاسماعيلي     |                       |        |
| 11  | FP     | جنان الريامي        |                       |        |
| 12  | FP     | شمس الضحى الخونجي   |                       |        |
| 13  | GK     | رؤى السويد          |                       |        |
| 14  | GK     | أمينة الحكماني      |                       |        |

## سجل تنافسي

### بطولة اتحاد غرب آسيا لكرة الصالات للسيدات
| سجل بطولة اتحاد غرب آسيا لكرة الصالات للسيدات | سجل بطولة اتحاد غرب آسيا لكرة الصالات للسيدات | سجل بطولة اتحاد غرب آسيا لكرة الصالات للسيدات | سجل بطولة اتحاد غرب آسيا لكرة الصالات للسيدات | سجل بطولة اتحاد غرب آسيا لكرة الصالات للسيدات | سجل بطولة اتحاد غرب آسيا لكرة الصالات للسيدات | سجل بطولة اتحاد غرب آسيا لكرة الصالات للسيدات | سجل بطولة اتحاد غرب آسيا لكرة الصالات للسيدات | سجل بطولة اتحاد غرب آسيا لكرة الصالات للسيدات |
| المضيفون / السنة                              | نتيجة                                         |                                               |                                               | *                                             |                                               |                                               |                                               |                                               |
| --------------------------------------------- | --------------------------------------------- | --------------------------------------------- | --------------------------------------------- | --------------------------------------------- | --------------------------------------------- | --------------------------------------------- | --------------------------------------------- | --------------------------------------------- |
| 2008                                          | لم يدخل (الفريق غير موجود)                    | لم يدخل (الفريق غير موجود)                    | لم يدخل (الفريق غير موجود)                    | لم يدخل (الفريق غير موجود)                    | لم يدخل (الفريق غير موجود)                    | لم يدخل (الفريق غير موجود)                    | لم يدخل (الفريق غير موجود)                    | لم يدخل (الفريق غير موجود)                    |
| 2012                                          | لم يدخل (الفريق غير موجود)                    | لم يدخل (الفريق غير موجود)                    | لم يدخل (الفريق غير موجود)                    | لم يدخل (الفريق غير موجود)                    | لم يدخل (الفريق غير موجود)                    | لم يدخل (الفريق غير موجود)                    | لم يدخل (الفريق غير موجود)                    | لم يدخل (الفريق غير موجود)                    |
| 2022                                          | مرحلة المجموعات                               | 2                                             | 0                                             | 0                                             | 2                                             | 1                                             | 11                                            | -10                                           |
| المجموع                                       | 1/3                                           | 2                                             | 0                                             | 0                                             | 2                                             | 1                                             | 11                                            | -10                                           |